# 永天
永天（1420年），是越南属明时期起事领袖黎餓（揚龔改名）的年号，共计1年。

## 纪年
| 永天 | 元年       |
| ---- | ---------- |
| 公元 | 1420年     |
| 干支 | 庚子       |
| 明朝 | 永乐十八年 |

## 同期存在的其他政權年號
- 中國
  - 永乐（1403年－1424年）：明朝—明成祖朱棣之年號
  - 永寧（1419年－1420年）：明朝時期—范玉之年號
- 日本
  - 應永（1394年－1428年）：後小松天皇、稱光天皇之年號